# Gabriele Manca
Gabriele Manca (* 1957 in Sassari) ist ein italienischer Komponist.

## Leben
Manca studierte bis 1982 Klavier bei Bruno Canino und Komposition bei Giacomo Manzoni am Conservatorio di Milano. Er war Klavierbegleiter von Cathy Berberian, arbeitete bei der RAI und dem Teatro alla Scala und gehörte zu den Gründungsmitgliedern des Studios für elektronische Musik Musica Musicisti e Tecnologie (MM&T). Daneben ist er Mitarbeiter des Centro Ricerche Musica e Sperimentazione (CERM). 
Mancas Kompositionen wurden bei internationalen Festivals für zeitgenössische Musik (u. a. beim Holland Festival, Musica nel Nostro Tempo, Pontino Festival, Ars Musica Bruxelles, Concertgebouw Amsterdam, Gesellschaft für neue Musik Hannover, den Darmstädter Ferienkursen, Nuovi Incontri Musicali di Milano, Biennale di Barcellona) aufgeführt, und 1985 gehörte er zu den Gewinnern des Neue Generation in Europa-Wettbewerbes. 
Seit 1999 gab er Seminare, Meisterklassen und Konzerte in Tokio. 2000 erhielt er das Japan Foundation-Uchida- Stipendium und komponierte die Musik für den Film des Regisseurs Chiseko Tanaka Rokurobyoe, der beim Art Film Festival in Bratislava und dem Tokio Film Festival 2001 aufgeführt wurde. 

## Werke
- Tantot Libre, Tantot Recherchee für doppeltes Streichquartett, 1979
- Il Paesaggio degli Insetti für Stimme, Flöte, Klarinette, Violine, Viola und Cello, 1986
- Lied für Bläserquintett, Stimme und Klavier (Text von Hugo von Hofmannsthal), 1987
- Dagli Annali Diafani del Vento für Flöte, Bassklarinette, Mandoline, Harfe, Schlagzeug, 1987
- Notturni für Violine, 1987
- Bestie für Bläserquintett, 1988
- Les Confidences d'un Ticqueur für Klavier, 1989
- In Flagranti für Gitarre, 1990
- Conduites d'Approche für Oktavina und Live-Elektronik, 1992
- Ex Voto für Oboe und Schlagzeug, 1993
- Il Congegno del Sole Passante für Flöte und Live-Elektronik, 1994
- Conduites d'Approche III für Flöte, Oboe, Klarinetten, Trompete, Posaune, Gitarre, Harfe, Schlagzeug, Streicher und Cembalo, 1993
- Conduites d'Approche für Flöte, Harfe und Cembalo, 1993
- "Treppenwitz" (macchinario teatrale elementare), Pseudodrama, 1995
- Secondo Congegno del Sole Passante, 1995
- Quarto Angelo con la Tromba für Streichorchester, 1995
- Mevoyantmevoir für Schlagzeug und Elektronik, 1995
- Duo di Follia für Gitarre und Flöte, 1995
- Terzo Congegno del Sole Passante, 1996
- Acromatopsia für Akkordeon, Viola, Cello und elektrische Gitarre, 1996
- All Over für Violine, Klarinette und Oktavina, 1996
- Cardiografie für Schauspielerin und Streichorchester, 1996
- Panzana Komödie für Schauspielerin, Schlagzeug und Elektronik nach "L'impietratrice" von Vittorio Imbriani, 1996
- Finstre für Schauspieler und Orchester, 1997
- Moti perpetui per Opus III e Opus IV di Walter Ruttmann für Gitarre, Flöte, Tin Whistle und Akkordeon, 1997
- Terzo Moto Perpetuo per "E quercus e suber" von Gavino Ledda für Schauspieler, Frauenstimme, Flöte, Klarinette, Gitarre, Violine, Cello und Klavier, 1997
- Piste di Ghiaccio o di Vetro-Ommagio a N. Castiglioni für Orgel, Ensemble und Elektronik, 1997
- Ouve, Espera! für Klarinette und Violine, 1997
- Terzo Movimento Forzato, 1998
- Tacquero pio Ambedue? für Sopran, Bariton und Klavier (Text: Giacomo Badoaro), 1998
- La Stanze des Sole Passante für Bassflöte, und Kontraaltsaxophon, 1998
- Fanfare per Luigi für Stimme und Trompete, 1998
- Secondo Movimento Forzato für Klarinette, Violine und Klavier, 1998
- Terzo Movimento Forzato für Elektronik, 1998
- Movimento Parallelo, 1999
- Quarto Congegno del Sole Passante, 1999
- Movimento Forzato für Flöte und Gitarre, 1999
- Quarto Congegno del Sole Passante für Elektronik, 1999
- Paesaggio con Tamburino für Bassklarinette und Stimme, 1999
- Definizione del Luogo für Koto und dreizehn Streicher, 2000
- Seconda Definizione del Luogo für Flöte, Kontrabass und Klavier, 2000
- Rokurobyoe, Filmmusik, 2001
- Rakugo für Flöte und Kontrabass, 2001
- Acromatopsia II, 2002

| Personendaten    | Personendaten           |
| ---------------- | ----------------------- |
| NAME             | Manca, Gabriele         |
| KURZBESCHREIBUNG | italienischer Komponist |
| GEBURTSDATUM     | 1957                    |
| GEBURTSORT       | Sassari                 |